# Molí de l'Agell
El Molí de l'Agell és un molí del municipi de Sant Llorenç Savall (Vallès Occidental) que forma part de l'Inventari del Patrimoni Arquitectònic de Catalunya.

## Descripció
El molí d'Agell està situat a l'aiguabarreig del riu Ripoll amb la riera de Mascarell, que baixa de Sant Jaume de Vallverd, vint minuts més avall del poble de Sant Llorenç Savall. S'hi accedeix per un camí situat al voral esquerra del riu Ripoll. Possiblement sempre va ser un molí fariner, encara que la forta presencia de paraires a Sant Llorenç Savall fa pensar en la possibilitat que en algun moment fos també molí bataner.
L'edifici resta avui en dia, gairebé enrunat. El formen dos cossos: el més gran mostra a la façana els llindars de pedra en porta i finestres; la llinda de la porta té escrita una data: 1775, que segurament respon a una restauració o adequació de l'edifici. La teulada és a dues aigües i el carener corre paral·lel al frontis. L'altra edificació annexa és de menys alçada i la teulada és d'una sola aigua. Els murs són fets amb còdols i morter, excepte en algunes parts de l'edifici, per exemple la façana, en les que s'ha utilitzat el totxo, fruit de restauracions.

## Història
El molí d'Agell rebé aquest nom a partir del segle XVI en què s'establí una família procedent de la masia de Reixac, a Calders, que portava el cognom d'Agell. Encara que la data d'aquest establiment sigui la més antiga que es coneix, pel que fa al moli, sembla que aquest ja hi existia de més antic. L'edifici es degué renovar al tombant del segle XX i conserva el salt d'aigua, la bassa, l'obrador amb part del molí i l'habitatge del moliner.